# O Elísio
O Elísio: Uma Jornada para o Inferno é uma história em quadrinhos brasileira de drama, baseada em fatos reais ocorridos na segunda Guerra Mundial. Escrita e desenhada pelo paulista Renato Dalmaso, foi o trabalho de estreia do quadrinista. Lançada pela Avec Editora no início de 2020, a novela gráfica conta a história do expedicionário Eliseu de Oliveira, que lutou na campanha brasileira na Itália fascista. Além da história de batalha do soldado, a história toma como outras fontes de inspiração um livro jornalístico e um trabalho de conclusão de curso acadêmico.
O título não faz só referência à uma variante do nome do combatente, mas também ao Campos Elísios, local que, segundo a mitologia grega, serve de descanso para seus heróis assim que eles morrem.

## Enredo
Na segunda guerra, o exército brasileiro fez a campanha na Itália para lutar contra os soldados de Benito Mussolini. Dentro os 25 mil soldados enviados para os campos de batalha estava Eliseu de Oliveira, na época com 22 anos. A história é narrada na perspectiva de Eliseu. Segundo o autor, ele foi retratado da forma mais humana possível, sendo portanto um herói realista. As aventuras de Eliseu vão desde a luta aramada até os campos de prisioneiros para aliados.
Seu subtítulo também faz jus à história. O Elísio retrata, de maneira nada romântica (segundo o próprio autor), o inferno da guerra. As histórias que o pracinha Eliseu conta vão desde as atrocidades do exército de Adolf Hitler até os fatos nada heroicos cometidos pelos Aliados.
Uma das principais fontes de inspiração da graphic novel é o livro Um Pracinha Paulista no Inferno de Hitler, escrito pelo jornalista Altino Bondesan, publicado ainda em 1947. Eliseu de Oliveira ao retornar da Europa cedeu uma série de depoimentos que foram publicados em formatos de crônicas para o Jornal de São Paulo. Eliseu de Oliveira morreu em 1 de janeiro de 2012, na cidade de Santos.

## Crítica
O Elísio teve ótima recepção pela crítica. Muitas delas enfatizaram a importância do resgate da memória do Brasil na segunda guerra, episódio da história pouco lembrado nacionalmente. A estética da HQ também foi aclamada, sendo que ela foi completamente produzida em aquarela.

## Prêmios
Em 2020, O Elísio venceu o Prêmio Le Blanc na categoria história em quadrinhos publicada por editora.